# Sturnira oporaphilum
El murciélago Sturnira oporaphilum es una especie de quiróptero del género Sturnira. Habita en zonas selváticas montañosas del oeste de Sudamérica.

## Taxonomía
Esta especie fue descrita originalmente en el año 1844 por el zoólogo, naturalista y explorador suizo Johann Jakob von Tschudi. Se basó en un ejemplar capturado en el Perú, sin localidad precisa.
Caracterización y relaciones filogenéticas
Pertenece al subgénero “Sturnira”. A menudo confundido con Sturnira bogotensis.
En el año 2008, el nombre Sturnira ludovici se sinonimizó en S. oporaphilum, sin embargo, esa decisión fue revertida en 2013 fruto de un análisis más completo aplicado al género Sturnira.

## Distribución
Este murciélago se distribuye desde Ecuador por el norte, a través del Perú y Bolivia hasta el noroeste de la Argentina.

## Conservación
Según la organización internacional dedicada a la conservación de los recursos naturales Unión Internacional para la Conservación de la Naturaleza (IUCN), al sufrir algunas amenazas y vivir en pocas áreas protegidas, la clasificó como una especie “casi amenazada” en su obra: Lista Roja de Especies Amenazadas.